# Sulo Bärlund
Sulo Richard « Suli » Bärlund  (né le 15 avril 1910 à Kangasala et décédé le 13 avril 1986 dans la même ville) est un athlète finlandais spécialiste du lancer du poids. Licencié au Tampereen Pyrintö, il mesurait 1,86 m pour 87 kg.

## Biographie

### Palmarès
| Date | Compétition           | Lieu   | Résultat | Performance |
| ---- | --------------------- | ------ | -------- | ----------- |
| 1936 | Jeux olympiques d'été | Berlin | 2e       | 16,12 m     |
| 1938 | Championnats d'Europe | Paris  | 4e       | 15,07 m     |
| 1946 | Championnats d'Europe | Oslo   | 6e       | 14,75 m     |

### Records
| Épreuve         | Performance | Lieu | Date |
| --------------- | ----------- | ---- | ---- |
| Lancer du poids | 16,23 m     |      | 1936 |